# 野田內閣 (第一次改組)
野田第一次改組内閣（日语：／ Noda Daiichiji Kaizō Naikaku */?）是日本眾議院議員、民主黨代表野田佳彥就任第95任內閣總理大臣（首相）後，自2012年（平成24年）1月13日至2012年（平成24年）6月4日組成的內閣。

## 國務大臣
| 職名                                                                    | 姓名 | 姓名       | 出身等                                               | 備註 |
| ----------------------------------------------------------------------- | ---- | ---------- | ---------------------------------------------------- | --- |
| 內閣總理大臣                                                            |      | 野田佳彥   | 眾議院 民主黨代表 （野田集團）                       | 留任 |
| 副總理 內閣府特命擔當大臣 （行政刷新擔當）                              |      | 岡田克也   | 眾議院 民主黨 （無派閥）                             | 留任 行政改革擔當 社會保障･税一體改革擔當 公務員制度改革擔當（2012年（平成24年）4月16日退任） 內閣總理大臣臨時代理就任順位第1位（副總理） |
| 總務大臣 內閣府特命擔當大臣 （沖繩及北方政策擔當） （地域主權推進擔當） |      | 川端達夫   | 眾議院 民主黨 （川端集團） （鳩山集團）              | 留任 內閣總理大臣臨時代理就任順位第4位 |
| 法務大臣                                                                |      | 小川敏夫   | 參議院 民主黨 （菅集團）                             | |
| 外務大臣                                                                |      | 玄葉光一郎 | 眾議院 民主黨 （玄葉集團）                           | 留任 |
| 財務大臣                                                                |      | 安住淳     | 眾議院 民主黨 （前原集團）                           | 留任 |
| 文部科學大臣                                                            |      | 平野博文   | 眾議院 民主黨 （平野集團）                           | 國立國會図書館連絡調整委員會委員 |
| 厚生勞動大臣                                                            |      | 小宮山洋子 | 眾議院 民主黨 （前原集團）                           | 留任 |
| 農林水產大臣                                                            |      | 鹿野道彥   | 眾議院 民主黨 （鹿野集團）                           | 留任 內閣總理大臣臨時代理就任順位第3位 |
| 經濟產業大臣 內閣府特命擔當大臣 （原子力損害賠償支援機構擔當）          |      | 枝野幸男   | 眾議院 民主黨 （前原集團） （菅集團）                | 留任 原子力經濟被害擔當 |
| 國土交通大臣                                                            |      | 前田武志   | 參議院 民主黨 （鹿野集團）                           | 留任 海洋政策擔當 |
| 環境大臣 內閣府特命擔當大臣 （原子力行政擔當）                          |      | 細野豪志   | 眾議院 民主黨 （前原集團）                           | 留任 原發事故收拾及防止再發生擔當 |
| 防衛大臣                                                                |      | 田中直紀   | 參議院 民主黨 （小澤集團）                           | 內閣總理大臣臨時代理就任順位第5位 |
| 內閣官房長官                                                            |      | 藤村修     | 眾議院 民主黨 （野田集團）                           | 留任 內閣總理大臣臨時代理就任順位第2位 |
| 復興大臣                                                                |      | 平野達男   | 參議院 民主黨 （玄葉集團） （小澤集團）              | 2012年2月10日任命 東日本大震災總括擔當 |
| 國家公安委員會委員長 內閣府特命擔當大臣 （消費者及食品安全擔當）        |      | 松原仁     | 眾議院 民主黨 （平野集團） （鳩山集團） （川端集團） | 留任 綁架問題擔當 |
| 內閣府特命擔當大臣 （防災擔當）                                         |      | 平野達男   | 參議院 民主黨 （玄葉集團） （小澤集團）              | 留任 2012年2月10日退任 東日本大震災復興對策擔當                                                                                           |
| 內閣府特命擔當大臣 （防災擔當）                                         |      | 中川正春   | 眾議院 民主黨 （羽田集團）                           | 2012年2月10日任命 公務員制度改革擔當（2012年（平成24年）4月16日任命）                                                                     |
| 內閣府特命擔當大臣 （金融擔當）                                         |      | 自見庄三郎 | 參議院 國民新黨代表                                  | 留任 （郵政改革擔當→）郵政民營化擔當 |
| 內閣府特命擔當大臣 （「新的公共」擔當） （男女共同參劃擔當）            |      | 岡田克也   | 眾議院 民主黨 （無派閥）                             | 留任（兼任） 2012年2月10日退任 |
| 內閣府特命擔當大臣 （「新的公共」擔當） （男女共同參劃擔當）            |      | 中川正春   | 眾議院 民主黨 （羽田集團）                           | 2012年2月10日任命（兼任） |
| 內閣府特命擔當大臣 （少子化對策擔當）                                   |      | 岡田克也   | 眾議院 民主黨 （無派閥）                             | 留任（兼任） 2012年2月10日退任 |
| 內閣府特命擔當大臣 （少子化對策擔當）                                   |      | 中川正春   | 眾議院 民主黨 （羽田集團）                           | 2012年2月10日任命（兼任） 2012年4月23日退任                                                                                               |
| 內閣府特命擔當大臣 （少子化對策擔當）                                   |      | 小宮山洋子 | 眾議院 民主黨 （前原集團）                           | 2012年4月23日任命（兼任） |
| 內閣府特命擔當大臣 （經濟財政政策擔當） （科學技術政策擔當）            |      | 古川元久   | 眾議院 民主黨 （前原集團）                           | 留任 國家戰略擔當 宇宙開發擔當 |

## 副大臣
| 職名           | 姓名       | 出身等                         | 備註                                  |
| -------------- | ---------- | ------------------------------ | ------------------------------------- |
| 內閣府副大臣   | 石田勝之   | 眾議院／民主黨（鹿野集團）     | 留任                                  |
| 內閣府副大臣   | 後藤齋     | 眾議院／民主黨（羽田集團）     | 留任                                  |
| 內閣府副大臣   | 中塚一宏   | 眾議院／民主黨（小澤集團）     | 留任                                  |
| 內閣府副大臣   | 松下忠洋   | 眾議院／國民新黨               | 2012年（平成24年）2月10日任命         |
| 內閣府副大臣   | 末松義規   | 眾議院／民主黨（菅集團）       | 2012年（平成24年）2月10日任命         |
| 總務副大臣     | 黃川田徹   | 眾議院／民主黨（小澤集團）     | 留任 2012年（平成24年）4月4日辭任     |
| 總務副大臣     | 大島敦     | 眾議院／民主黨（鹿野集團）     | 2012年（平成24年）4月6日任命          |
| 總務副大臣     | 松崎公昭   | 眾議院／民主黨（鹿野集團）     | 留任                                  |
| 法務副大臣     | 瀧實       | 眾議院／民主黨（無派閥）       | 留任                                  |
| 外務副大臣     | 山口壯     | 眾議院／民主黨（玄葉集團）     | 留任                                  |
| 外務副大臣     | 山根隆治   | 參議院／民主黨（川端集團）     | 留任                                  |
| 財務副大臣     | 五十嵐文彥 | 眾議院／民主黨（小澤銳仁集團） | 留任                                  |
| 財務副大臣     | 藤田幸久   | 參議院／民主黨（鳩山集團）     | 留任                                  |
| 文部科學副大臣 | 奧村展三   | 眾議院／民主黨（小澤集團）     | 留任                                  |
| 文部科學副大臣 | 森裕子     | 參議院／民主黨（小澤集團）     | 2012年（平成24年）4月4日辭任          |
| 文部科學副大臣 | 高井美穗   | 眾議院／民主黨（前原集團）     | 2012年（平成24年）4月6日任命          |
| 厚生勞動副大臣 | 牧義夫     | 眾議院／民主黨（鳩山集團）     | 留任 2012年（平成24年）4月4日辭任     |
| 厚生勞動副大臣 | 西村智奈美 | 眾議院／民主黨（菅集團）       | 2012年（平成24年）4月6日任命          |
| 厚生勞動副大臣 | 辻泰弘     | 參議院／民主黨（鳩山集團）     | 留任                                  |
| 農林水產副大臣 | 筒井信隆   | 眾議院／民主黨（橫路集團）     | 留任                                  |
| 農林水產副大臣 | 岩本司     | 參議院／民主黨（川端集團）     | 留任                                  |
| 經濟產業副大臣 | 牧野聖修   | 眾議院／民主黨（鳩山集團）     | 留任                                  |
| 經濟產業副大臣 | 松下忠洋   | 眾議院／國民新黨               | 留任 2012年（平成24年）2月10日退任    |
| 經濟產業副大臣 | 柳澤光美   | 參議院／民主黨（川端集團）     | 2012年（平成24年）2月10日任命         |
| 國土交通副大臣 | 奥田建     | 眾議院／民主黨（羽田集團）     | 留任                                  |
| 國土交通副大臣 | 吉田治     | 眾議院／民主黨（川端集團）     | 2012年（平成24年）1月16日任命         |
| 環境副大臣     | 橫光克彥   | 眾議院／民主黨（橫路集團）     | 留任                                  |
| 防衛副大臣     | 渡邊周     | 眾議院／民主黨（前原集團）     | 留任                                  |
| 復興副大臣     | 中塚一宏   | 眾議院／民主黨（小澤集團）     | 2012年（平成24年）2月10日任命（兼任） |
| 復興副大臣     | 松下忠洋   | 眾議院／國民新黨               | 2012年（平成24年）2月10日任命（兼任） |
| 復興副大臣     | 末松義規   | 眾議院／民主黨（菅集團）       | 2012年（平成24年）2月10日任命（兼任） |

## 大臣政務官
| 職名               | 姓名       | 出身等                           | 備註                                  |
| ------------------ | ---------- | -------------------------------- | ------------------------------------- |
| 內閣府大臣政務官   | 郡和子     | 眾議院／民主黨（橫路集團）       | 留任                                  |
| 內閣府大臣政務官   | 大串博志   | 眾議院／民主黨（野田集團）       | 留任                                  |
| 內閣府大臣政務官   | 園田康博   | 眾議院／民主黨（羽田集團）       | 留任                                  |
| 總務大臣政務官     | 福田昭夫   | 眾議院／民主黨（鳩山集團）       | 留任                                  |
| 總務大臣政務官     | 主濱了     | 參議院／民主黨（小澤集團）       | 留任 2012年（平成24年）4月4日辭任     |
| 總務大臣政務官     | 加賀谷健   | 參議院／民主黨（川端集團）       | 2012年（平成24年）4月6日任命          |
| 總務大臣政務官     | 森田高     | 參議院／國民新黨                 | 留任                                  |
| 法務大臣政務官     | 谷博之     | 參議院／民主黨（橫路集團）       | 留任                                  |
| 外務大臣政務官     | 中野讓     | 眾議院／民主黨（無派閥）         | 留任                                  |
| 外務大臣政務官     | 加藤敏幸   | 參議院／民主黨（無派閥）         | 留任                                  |
| 外務大臣政務官     | 濱田和幸   | 參議院／國民新黨                 | 留任                                  |
| 財務大臣政務官     | 三谷光男   | 眾議院／民主黨（野田集團）       | 留任                                  |
| 財務大臣政務官     | 吉田泉     | 眾議院／民主黨（鳩山集團）       | 留任                                  |
| 文部科學大臣政務官 | 城井崇     | 眾議院／民主黨（前原集團）       | 留任                                  |
| 文部科學大臣政務官 | 神本美惠子 | 參議院／民主黨（橫路集團）       | 留任                                  |
| 厚生勞動大臣政務官 | 藤田一枝   | 眾議院／民主黨（近藤、平岡集團） | 留任                                  |
| 厚生勞動大臣政務官 | 津田彌太郎 | 參議院／民主黨（橫路集團）       | 留任                                  |
| 農林水產大臣政務官 | 仲野博子   | 眾議院／民主黨（小澤集團）       | 留任                                  |
| 農林水產大臣政務官 | 森本哲生   | 眾議院／民主黨（鳩山集團）       | 留任                                  |
| 經濟產業大臣政務官 | 北神圭朗   | 眾議院／民主黨（前原集團）       | 留任                                  |
| 經濟產業大臣政務官 | 柳澤光美   | 參議院／民主黨（川端集團）       | 留任 2012年（平成24年）2月10日退任    |
| 經濟產業大臣政務官 | 中根康浩   | 眾議院／民主黨（無派閥）         | 2012年（平成24年）2月10日任命         |
| 國土交通大臣政務官 | 津川祥吾   | 眾議院／民主黨（無派閥）         | 留任                                  |
| 國土交通大臣政務官 | 津島恭一   | 眾議院／民主黨（小澤集團）       | 留任                                  |
| 國土交通大臣政務官 | 室井邦彥   | 參議院／民主黨（小澤集團）       | 留任                                  |
| 環境大臣政務官     | 高山智司   | 眾議院／民主黨（小澤集團）       | 留任                                  |
| 防衛大臣政務官     | 下條光     | 眾議院／民主黨（羽田集團）       | 留任                                  |
| 防衛大臣政務官     | 神風英男   | 眾議院／民主黨（小澤集團）       | 留任                                  |
| 復興大臣政務官     | 郡和子     | 眾議院／民主黨（橫路集團）       | 2012年（平成24年）2月10日任命（兼任） |
| 復興大臣政務官     | 大串博志   | 眾議院／民主黨（野田集團）       | 2012年（平成24年）2月10日任命（兼任） |
| 復興大臣政務官     | 吉田泉     | 眾議院／民主黨（鳩山集團）       | 2012年（平成24年）2月10日任命（兼任） |
| 復興大臣政務官     | 津川祥吾   | 眾議院／民主黨（無派閥）         | 2012年（平成24年）2月10日任命（兼任） |

## 其他職位
| 職名                    | 姓名     | 出身等                           | 備註                                                                              |
| ----------------------- | -------- | -------------------------------- | --------------------------------------------------------------------------------- |
| 內閣官房副長官 （政務） | 齋藤勁   | 眾議院／民主黨（近藤、平岡集團） | 留任                                                                              |
| 內閣官房副長官 （政務） | 長濱博行 | 參議院／民主黨（野田集團）       | 留任                                                                              |
| 內閣官房副長官 （事務） | 竹歲誠   | 國家公務員（國土交通省）         | 留任                                                                              |
| 內閣法制局長官          | 山本庸幸 | 國家公務員（經濟產業省）         | 留任                                                                              |
| 內閣總理大臣補佐官      | 末松義規 | 眾議院／民主黨（菅集團）         | 留任 東日本大震災復興對策、少子化對策、自殺對策擔當 2012年（平成24年）2月10日退任 |
| 內閣總理大臣補佐官      | 手塚仁雄 | 眾議院／民主黨（野田集團）       | 留任 政治主導－政策運營及國會對策擔當                                             |
| 內閣總理大臣補佐官      | 水岡俊一 | 參議院／民主黨（橫路集團）       | 留任 政治主導－政策運營及國會對策擔當                                             |
| 內閣總理大臣補佐官      | 長島昭久 | 眾議院／民主黨（野田集團）       | 留任 外交及安全保障擔當                                                           |
| 內閣總理大臣補佐官      | 本多平直 | 眾議院／民主黨（菅集團）         | 留任 內政重要政策相關的省廳間調整等擔當                                           |
| 內閣總理大臣補佐官      | 寺田學   | 眾議院／民主黨（菅集團）         | 2012年（平成24年）2月10日 行政改革及社會保障和稅一体改革等擔當                    |

## 外部連結
- 首相官邸 （页面存档备份，存于）（日語）
- 政府インターネットテレビ （页面存档备份，存于）（日語）